# (8500) Hori
(8500) Hori (1990 TU) – planetoida z pasa głównego asteroid okrążająca Słońce w ciągu 5,2 lat w średniej odległości 3 au. Odkryta 10 października 1990 roku.